# Bataille de Barranca Seca
Expédition du Mexique
Batailles
- Fortín
- Las Cumbres
- 1er Puebla
- Barranca Seca
- Cerro del Borrego
- Tampico
- 2e Puebla
- Atlixco
- San Pablo del Monte
- San Lorenzo
- Totoapan
- Morelia
- Campeche
- Veranos
- Tacámbaro
- La Loma
- Parral
- Chihuahua
- Álamos
- Ixmiquilpan
- Bagdad
- Camargo
- Miahuatlán
- Carbonera
- Guayabo
- Villa de Álvarez
- San Jacinto
- Querétaro

La bataille de Barranca Seca a lieu le 18 mai 1862 lors de l'expédition du Mexique.

## Contexte
Après sa défaite à la bataille de Puebla, le corps expéditionnaire du ɡénéral de Lorencez, éprouvée et en infériorité numérique, se replie sur sa base logistique à Orizaba à partir du 8 mai. Les troupes républicaines, soit plus de 7 500 hommes commandés par le général Ignacio Zaragoza, se lancent à leur poursuite le 12 mai. 
L'armée mexicaine avance prudemment et ne parvient pas à empêcher les troupes françaises d'entrer dans Orizaba, le 17 mai. Lorencez laisse en arrière-garde au village d'El Ingenio un bataillon 450 fantassins français du 99e régiment d'infanterie de ligne et deux obusiers de marine  sous les ordres du commandant Lefèvre. Le lendemain, le général Zaragoza envoie un détachement commandé par le général Santiago Tapia, pour intercepter les 2 500 cavaliers mexicains conservateurs commandés par le général Marquez.

## Déroulement
Dans l'après-midi, les troupes républicaines engagent les forces Marquez alors que celle-ci franchissent un précipice, près du lieu-dit la Barranca Seca.  Les 500 cavaliers de Tapia sont rapidement rejoints par 1 400 fantassins.
Les cavaliers de Marquez, d'abord en difficulté, profitent de l'arrivée des fantassins français, alertés et sortis d'Ingenio, pour attaquer sur le flanc gauche des républicains. Ces derniers sont surpris et mis en déroute, tandis que 1 200 d'entre eux sont faits prisonniers. Un bon nombre de ces derniers sont incorporés de force dans les troupes du général Marquez. 

## Conséquences
L'ampleur de la défaite républicaine affecte l'élan offensif de Zaragoza. La jonction entre les forces françaises et les conservateurs de Marquez et ses propres pertes incitent ainsi Zaragoza à attendre les renforts conduits par le général Jesús González Ortega avant d'attaquer Orizaba. 